# Stade de Beaumer
Stade de Beaumer – to piłkarski stadion w Moroni na Komorach. Jest obecnie używany głównie dla meczów piłki nożnej. Swoje mecze rozgrywa na nim drużyna piłkarska Volcan Club de Moroni, a wcześniej również reprezentacja Komorów w piłce nożnej. Stadion może pomieścić 3000 osób. Nowy stadion - Stade Mohamed Said Cheikh - został zbudowany, ponieważ Stade de Beaumer był niewystarczający do członkostwa Komorów w FIFA.